# Quirin Emanga
Quirin Emanga Noupoue (Wissembourg, 3 ottobre 2000) è un cestista tedesco.